# MITSUBISHI MOTORS SPECIAL 赤坂泰彦・TALK 2 TALK
『MITSUBISHI MOTORS SPECIAL 赤坂泰彦・TALK 2 TALK』（ミツビシ·モータース·スペシャル·あかさかやすひこ·トーク·ツー·トーク）とは、TBSラジオなどで土曜日の午後に放送されていたラジオのトーク番組。

## 概要
放送期間は1997年4月5日から1998年4月4日まで。1997年12月まで三菱自動車提供。赤坂泰彦にとってのAMラジオ出演作はニッポン放送『オールナイトニッポン・サンデー電話リクエスト』以来2番組目となった。「TALK 2 TALK」というタイトルが示す通り、番組では「話から話へ」をコンセプトにしたトーク·セッションを繰り広げる。なお、「MITSUBISHI MOTORS SPECIAL」というクレジットはJRN各ネット局のタイムテーブルのみ記され、番組のタイトルコール時には「赤坂泰彦・TALK 2 TALK」と言っていた。
三菱自工がスポンサーから撤退（冠提供とスポンサードCMがなくなる）した1998年1月以降も、打ち切りにせずにしばらく続けられた。各地の放送局によってローカルスポンサーの提供、あるいはノースポンサーなし、と対応が分かれた。

## パーソナリティー
- 赤坂泰彦

## ゲスト
- 久米宏
- 筑紫哲也
- 福留功男
- 大瀧詠一
- 湯川れい子
- 辻仁成
- 山田詠美
- 宮嶋茂樹
- 谷啓
- 毒蝮三太夫
- 伊東四朗
- 八名信夫
- 森本レオ
- 小林清志
- 若山弦蔵
- 服部幸應
- 伊丹十三
- 清水ミチコ
- 森口博子

他

## スタッフ
- 構成：石垣賢蔵、市川幸宏
- ディレクター：石垣富士男、山根孝之
- プロデューサー：友野律平

| TBSラジオ 土曜14:00 - 15:00                                       | TBSラジオ 土曜14:00 - 15:00                     | TBSラジオ 土曜14:00 - 15:00                |
| 前番組                                                            | 番組名                                          | 次番組                                     |
| ----------------------------------------------------------------- | ----------------------------------------------- | ------------------------------------------ |
| MITSUBISHI MOTORS BEAT NAVIGATION meet the BLITZ （14:00～16:00） | MITSUBISHI MOTORS SPECIAL 赤坂泰彦・TALK 2 TALK | 武方直己のサタデーGOGOGO! （14:00～16:00） |